# Parking

Parking – znak drogowy D-18

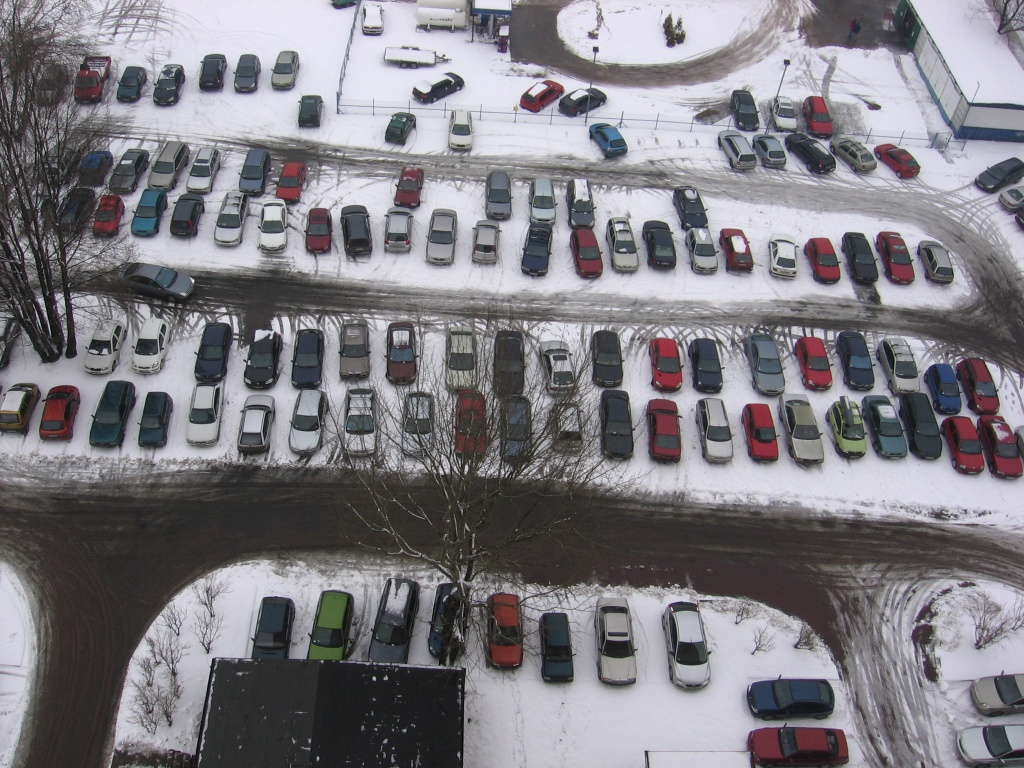
Plac parkingowy

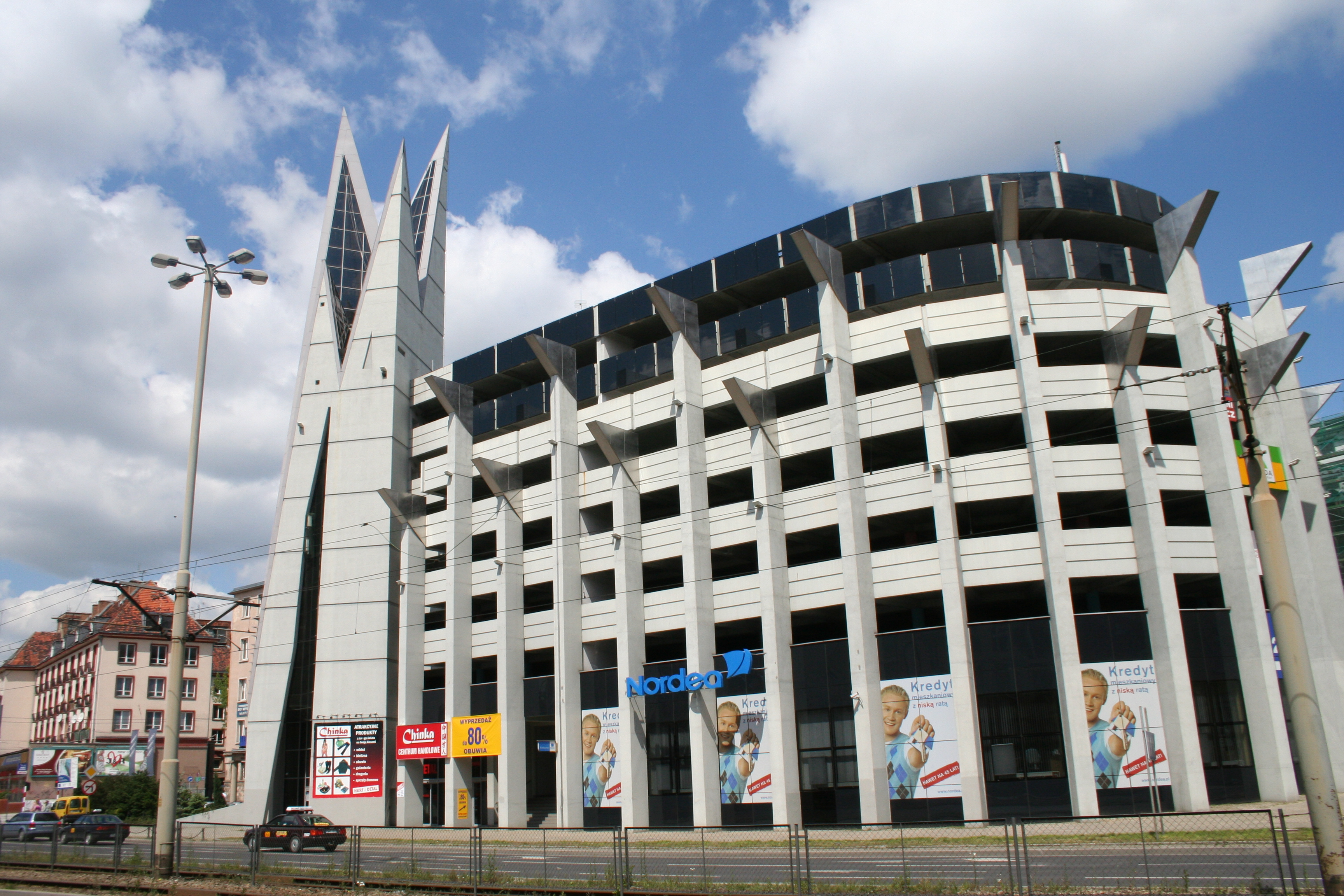
Parking wielopoziomowy przy ulicy Szewskiej we Wrocławiu

Parking – wyznaczone miejsce służące do odstawiania (parkowania) pojazdów mechanicznych lub innych środków komunikacji. W zależności od formy budowlanej można wyróżnić parkingi terenowe oraz mające formę budynków parkingi piętrowe – garaże wielokondygnacyjne natomiast ze względu na poziom posadowienia można je podzielić na podziemne i naziemne.
Miejsca postojowe na parkingu są dostosowane do rozmiaru i charakteru pojazdów, z uwzględnieniem sposobu parkowania. W Polsce w przypadku samochodu osobowego pojedyncze stanowisko postojowe na parkingu umieszczone prostopadle do jezdni ma wedle polskich przepisów budowlanych wymiary minimalne 250 na 500 cm, zaś przylegająca jezdnia ma 600 cm szerokości. W innych krajach spotyka się zarówno mniejsze, jak i większe miejsca postojowe.
Badania ruchu wskazują, że samochód w mieście spędza ok. 95% czasu na parkingu, będąc w użyciu przez 5% swojego życia.
Istnieją też specjalne miejsca parkingowe dla niepełnosprawnych. Stanowiska przeznaczone dla samochodów użytkowanych przez osoby niepełnosprawne powinny mieć wymiary 360 na 500 cm.
Istnieją badania, według których w dowolnie wybranym momencie dnia na Manhattanie prawie 1/3 kierowców krąży w poszukiwaniu miejsca do zaparkowania, na Brooklynie ten współczynnik wynosi 45%. Donald Shoup przeprowadził pomiary na obszarze 15 przecznic w Los Angeles. Okazało się, że przeciętny kierowca musiał przejechać pół mili (ok. 800 metrów) w poszukiwaniu miejsca. Tylko w   badanym rejonie łącznie kierowcy przejeżdżali bezużytecznie 950 000 mil (ok. 1,5 miliona kilometrów). „Jeśli takie wyniki osiągamy w jednej niewielkiej dzielnicy biznesowej, wyobraźmy sobie, jakie są skumulowane konsekwencje takiego bezowocnego jeżdżenia w skali kraju” – napisał Shoup.
Darmowe miejsca parkingowe w USA wymagają dopłat w wysokości 500 miliardów dolarów rocznie, co oznacza, że na każdego dolara wydanego przez kierowców na samochód pozostali obywatele muszą dopłacić pięćdziesiąt centów na miejsca parkingowe.